# Empria longicornis
Empria longicornis är en stekelart som först beskrevs av Thomson 1871.  Empria longicornis ingår i släktet Empria, och familjen bladsteklar. Arten är reproducerande i Sverige.